# 石炭井街道
石炭井街道，是中华人民共和国宁夏回族自治区石嘴山市大武口区下辖的一个乡镇级行政单位。

## 行政区划
石炭井街道下辖以下地区：
丰安街社区、文化街社区、红光街社区、新华街社区和双桥街社区。